# ساج ووكر
ساج ووكر (بالإنجليزية: Sage Walker)‏ هي كاتبة خيال علمي أمريكية مقيمة في نيومكسيكو. ساهمت في سلسلة بطاقات جامحة وفازت بجائزة لوكس عام 1997 عن روايتها الأولى التبييض (بالإنجليزية: Whiteout)‏. كانت واحدة من العديد من مؤلفي الخيال العلمي الذين حضروا مؤتمر وزارة الأمن الداخلي بالولايات المتحدة لعام 2009 حول العلوم والتكنولوجيا بهدف منع الهجمات الإرهابية في المستقبل.

## وصلات خارجية
- Sage Walker  على قاعدة بيانات الخيال التأملي على الإنترنت